# Bullet Train
Bullet Train är en amerikansk action-komedifilm från 2022. Filmen är regisserad av David Leitch, med manus av Zak Olkewicz. Filmen är baserad på den japanska romanen Maria Beetle av Kōtarō Isaka.
Filmen hade biopremiär i Sverige den 5 augusti 2022, utgiven av Sony Pictures.

## Handling
Yrkesmördaren Ladybug vill sluta men dras tillbaka av sin uppdragsgivare Maria Beetle för att få tag i en portfölj på ett snabbtåg på väg från Tokyo till Kyoto. Ombord på tåget upptäcker han och fyra konkurrerande lönnmördare att deras uppdrag har något gemensamt.

## Rollista (i urval)
- Brad Pitt – Ladybug
- Joey King – The Prince
- Aaron Taylor-Johnson – Tangerine
- Michael Shannon – The White Death
- Brian Tyree Henry – Lemon
- Andrew Koji – Yuichi Kimura
- Hiroyuki Sanada – The Elder
- Benito A Martínez Ocasio – The Wolf
- Sandra Bullock – Maria Beetle
- Zazie Beetz – Hornet
- Logan Lerman – The Son
- Masi Oka – tågkonduktör